# Alameda (Andalusia)
Alameda és un municipi d'Andalusia, a la província de Màlaga. Pren el nom del rierol Àlamos, que creua el seu terme municipal. Situada al nord de la comarca d'Antequera, a 73 quilòmetres de Màlaga i a 430 metres sobre el nivell del mar, la precipitació mitjana anual se situa en els 610 l/m² i la temperatura mitjana és de 16 °C. Alameda compte amb una superfície d'uns 65 km² i el nombre d'habitants és de 5.314 en 2006. El seu gentilici és alamedanos.

## Geografia
El terme municipal d'Albereda, al nord de la província de Màlaga, s'estén sobre una plana en la qual només unes petites elevacions trenquen l'horitzontalitat d'un paisatge en el qual abunda l'olivar, com correspon a un territori proper a les campinyes de Còrdova i Sevilla.

## Història
Les restes arqueològiques trobades en aquesta zona, ens mostren que des del Neolític l'àrea que ara és el nucli urbà ha estat base per a diversos assentaments humans. En l'any 208 aC, en temps del domini de Cartago, els habitants ibers de la zona, al trobar-se assetjats pels romans, van calar foc al poblat perint en l'incendi per a mantenir-se així fidels als cartaginesos. Durant l'imperi romà se sap que Albameda fou un enclavament de certa importància estratègica, a causa que pel seu terme municipal passaven tres de les calçades més importants que aleshores hi havia en la Bètica. Una d'elles, la Real, segueix creuant el poble des de la Plaça d'Espanya a la Plaça d'Andalusia.
El 14 i 15 de maig del 758 Abd-ar-Rahman I ad-Dàkhil va lluitar contra les forces de l'emir Yússuf al-Fihrí i el seu lloctinent Samayl a la batalla d'Alameda; l'omeia va obtenir una victòria completa i alguns xeics que donaven suport a Yusuf van morir.
Poc se sap de la història d'Alameda des de llavors fins al segle xvi, només un tresor visigot del Segle VI, ens indica que va haver-hi un assentament per aquell temps. Ja una vegada entrat el Segle XVI], passa a formar part del Marquesat d'Estepa, i a causa del fet que en la zona es creuaven els camins que comunicaven Granada, Màlaga i Sevilla, el Marquès d'Estepa, en 1663, decideix aixecar-hi la parròquia de la Purísima Concepción, al voltant de la qual es va establir la població. A partir de la primera meitat del Segle XIX, Alameda passa a formar part de la província de Màlaga.

### Migració olotina
La gran majoria de les persones empadronades a Olot el 1975 i que havien nascut a Andalusia eren de la província de Màlaga (55%), especialment dels municipis Villanueva de Algaidas (551), Alameda (243) i Antequera (161).